# قصر الأنفاليد

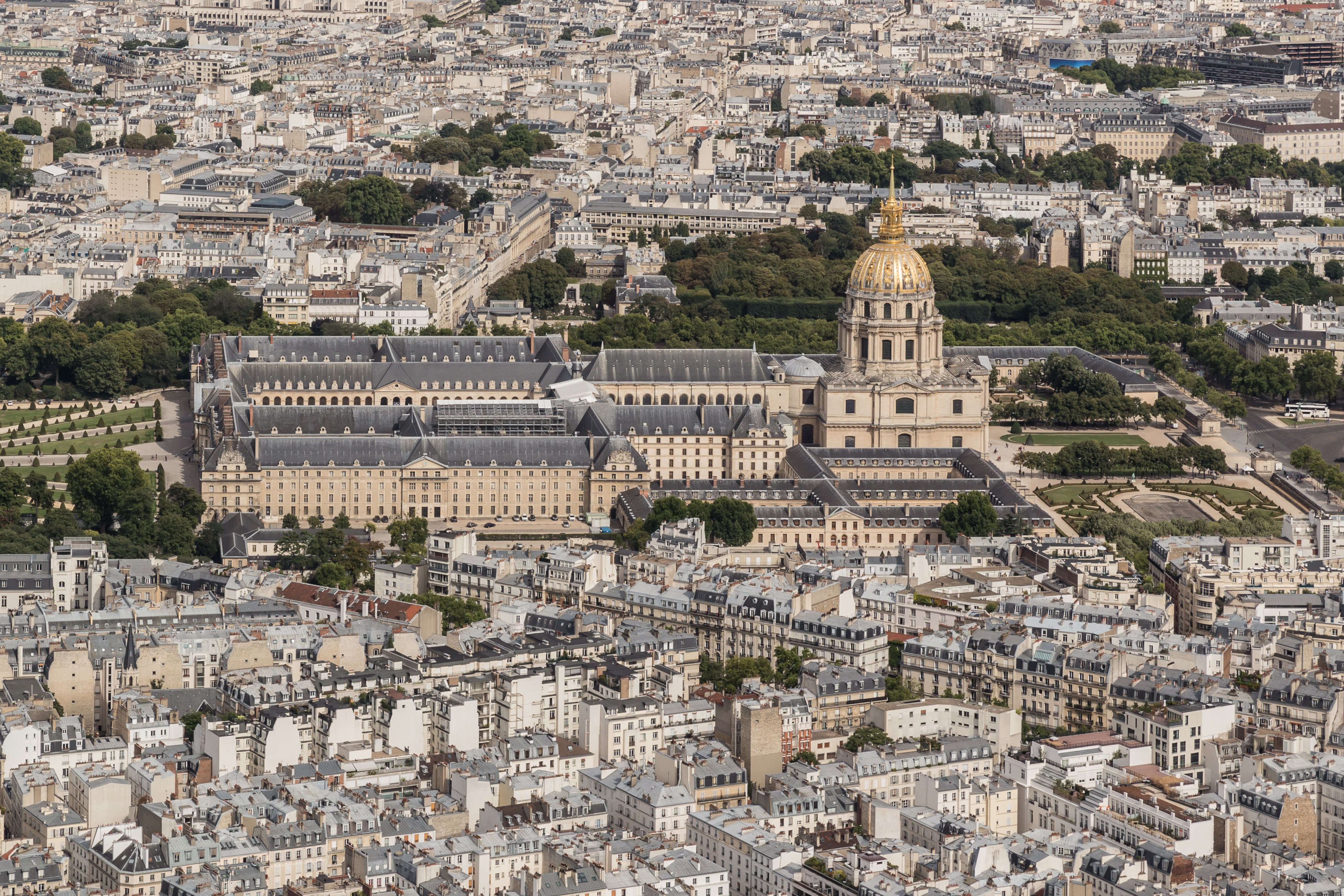
الأنفاليد

قَصْرُ الْأَنْفَالِيد (بالفرنسية: Hôtel des Invalides؛ نطق: ‎otɛl dez‿ɛ̃valid‏) أو اختصارا الأنفاليد (بالفرنسية: les Invalides) أو بالعربية قصر معطوبي الحرب هو مجمع من المباني يقع في الدائرة السابعة من باريس في فرنسا. أمر بتأسيسه ملك فرنسا لويس الرابع عشر في أمر ملكي يعود تاريخه إلى الرابع والعشرين من فبراير عام 1677 ، من أجل استقبال معطوبي الحرب.
يحتوي على متاحف ونصب تذكارية تتعلق بالتاريخ العسكري الفرنسي، فضلا عن مستشفى ودار للمتقاعدين من قدامى المحاربين.
وبه أيضا متحف الجيش الفرنسي ومتحف التاريخ المعاصر، بجانب موقع لدفن بعض أبطال الحرب في فرنسا وأبرزهم نابليون بونابرت.
من أجل الذهاب إلى قصر معطوبي الحرب، ينبغي الذهاب إلى إحدى محطات الميترو الثلاث أنفاليد وفاران ولا تور موبورغ.

## كنيسة القديس لويس
كانت قد بدأت في عام 1676 بناء على طلب من وزير الحرب الملك الشمس، وأضاف كنيسة القديس لويس كمرفق للمجمع.
أنها بنيت من قبل جول أردوان مانسار بعد تصميم ليبرال بروان، الذي كان مهندسا لالانفاليد قصر فندق. الكنيسة، والمعروفة آنذاك باسم المتقاعدين جوقة كنها أشارت إلى أنه في وقت لاحق الجنود افتتح الكنيسة للجنود في 1679. كان يطلب منهم لحضور القداس اليومي هنا

## التصميم والبناء
كان من المقرر اصلا سوى عدد من الثكنات، ولكن الملك لويس الرابع عشر اختار التصميم المعماري ليبرال بروان الذي يتألف من بناء إعجاب كبير مع الملكي وفناء الكنيسة.

## دوم قصر الانفاليد
يرتبط مباشرة مع الكنيسة مصلى الملكي، المعروف باسم قصر الانفاليد القبة. كان هذا المصلى مع قبة عالية 107 متر (351 قدم) للاستخدام الحصري للعائلة المالكة. تم الانتهاء من بناء قبة في 1708 ، بعد 27 عاما تم وضع الحجر الأول.
وضعت خطط لدفن ما تبقى من الأسرة الحاكمة هنا جانبا بعد وفاة الملك لويس الرابع عشر،

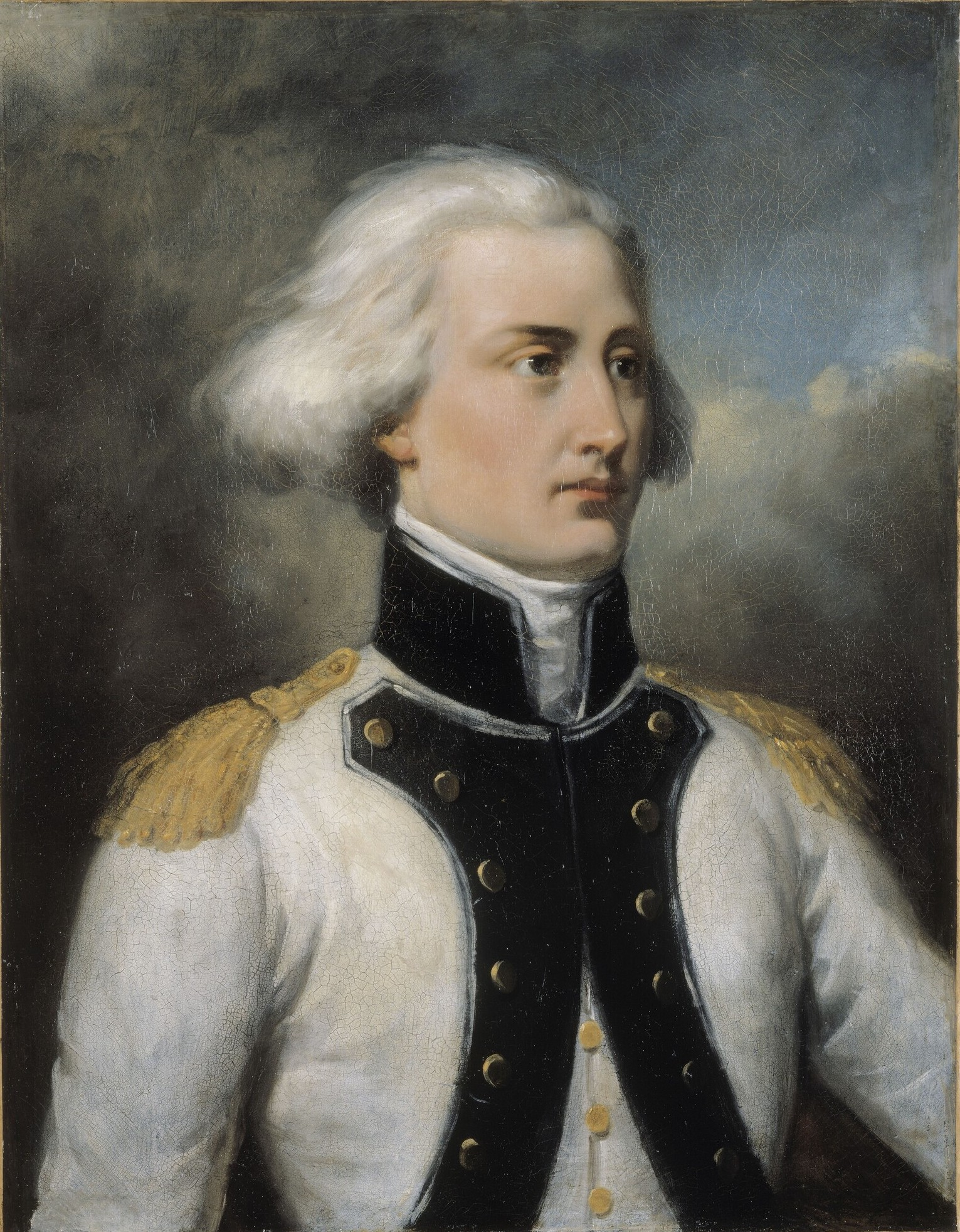
بون أدريان جينوت دي مونسي، أحد مارشالات الامبراطورية الفرنسية وحاكم الأنفاليد ، كانَ مَسئولاً عَن عَملية أستعادة رفات الإمبراطور نابليون بامر من الملك لويس فيليب الاول.

## لغةً
كلمة الأنفاليد هي كلمة Invalides باللغة الفرنسية. تعني ما هو غير صالح أو من هو غير صالح، أو من هو معطوب الحرب.

## التاريخ

### التأسيس تحت حكم لويس الرابع عشر

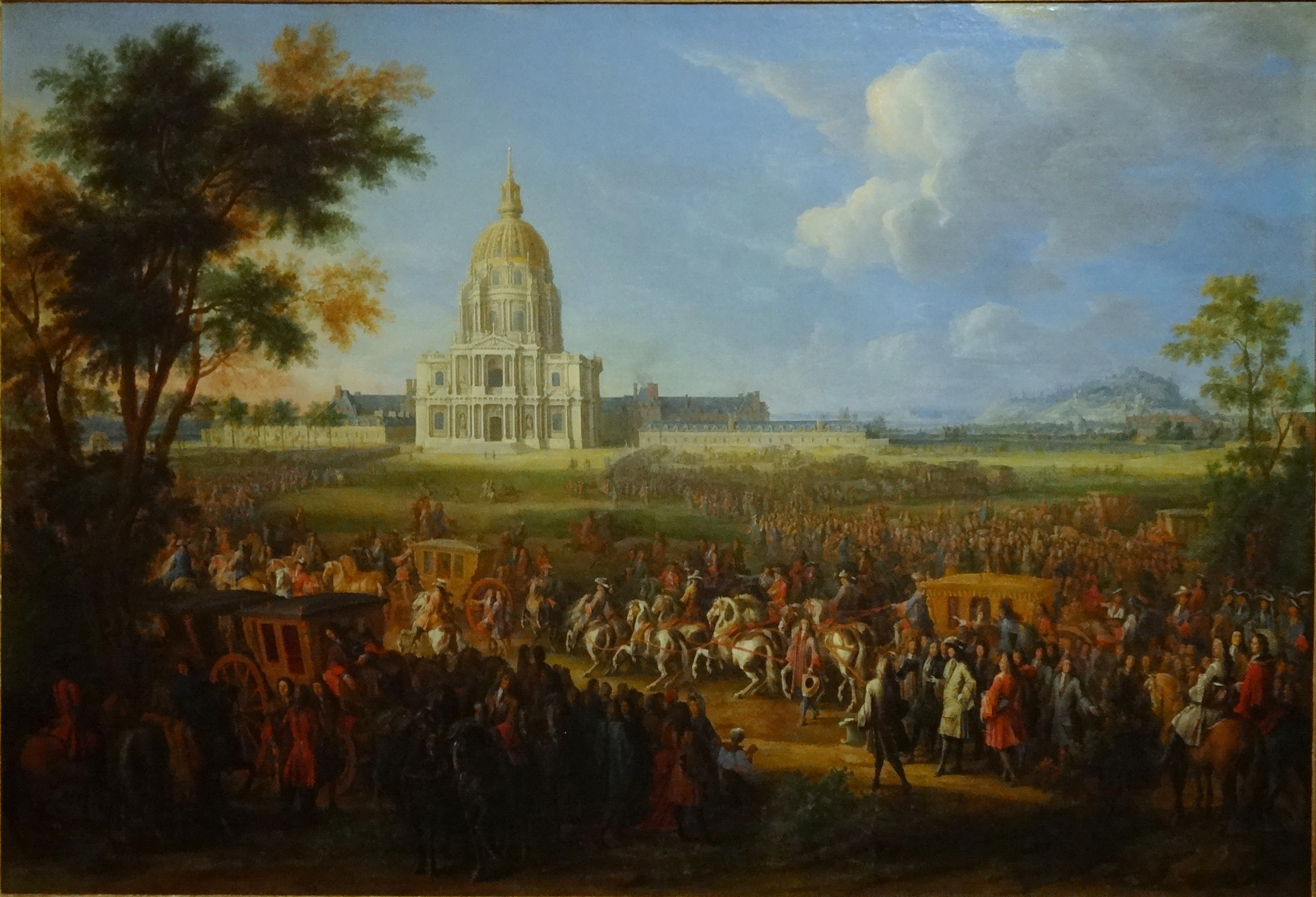
لويس الرابع عشر زائرا قصر لزانفاليد في عام 1706. لوحة رسمها بيير-دونيس مارتن.

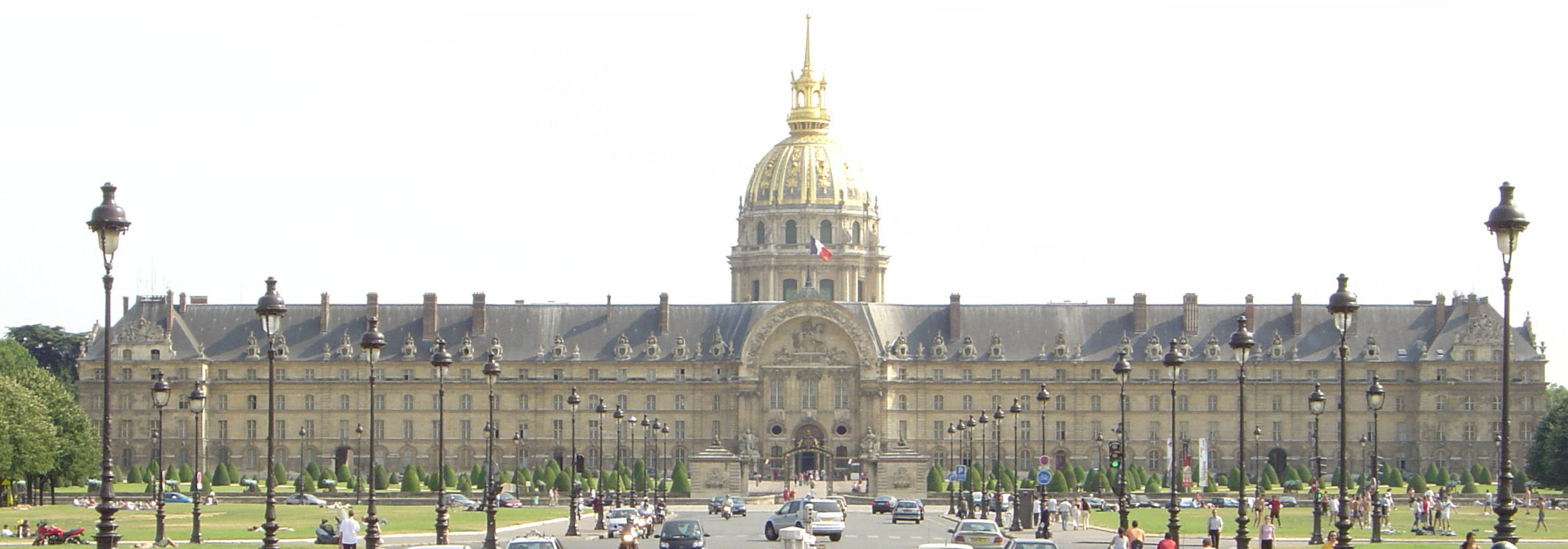
Vue générale de la façade nord depuis l'esplanade des Invalides.

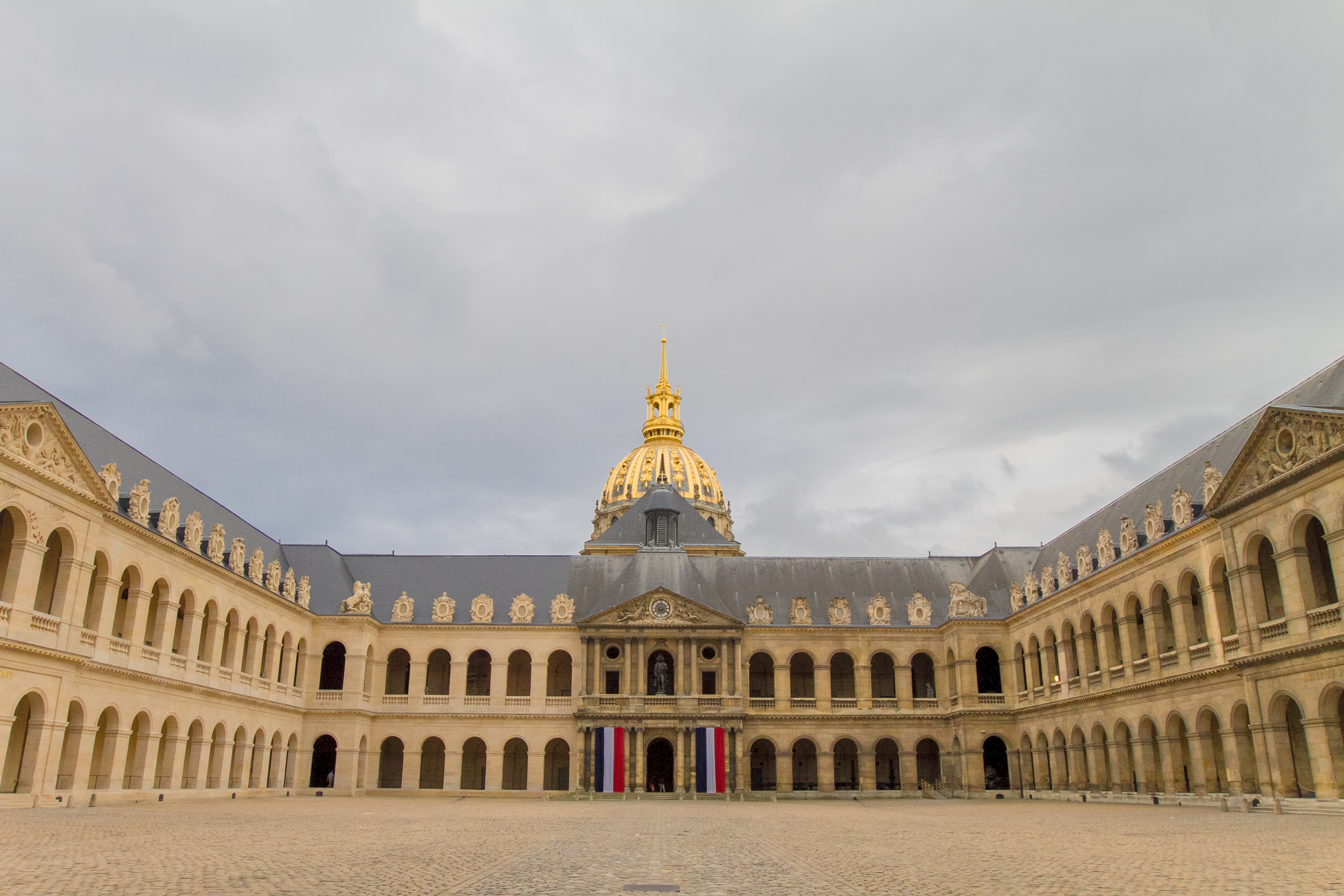
La cour d'honneur de l’hôtel des Invalides, au nord du complexe.

تمنى الملك لويس الرابع عشر، كما تمنى سابقوه هنري الثاني وهنري الثالث وهنري الرابع، أن يوفر معونة وسندا للجنود معطوبي الحرب من جيوشه، من أجل أي يقضى هؤلاء الجنود الذين أعطوا من دمائهم في سبيل الملكية، ما تبقي لهم من عيش في ظروف جيدة. هذا هو ما كُتب في المرسوم الملكي الذي يعود تاريخه إلى عام 1670. رغم هذا الهدف النبيل، كانت للويس الرابع عشر أهداف سياسية من وراء تأسيس هذه المؤسسة. أغلب المعطوبين الذي أسس من أجلهم لويس الرابع عشر قصر المعطوبين، هم من ضحايا حرب الثلاثين عاما.
قُدمت ثماني اقتراحات للملك لويس الرابع عشر. واحدة منهن قدمها مهندس المعمار ليبرال بروان، اختارها الملك لويس الرابع عشر ذاته.

### منذ وفاة نابليون إلى يومنا هذا

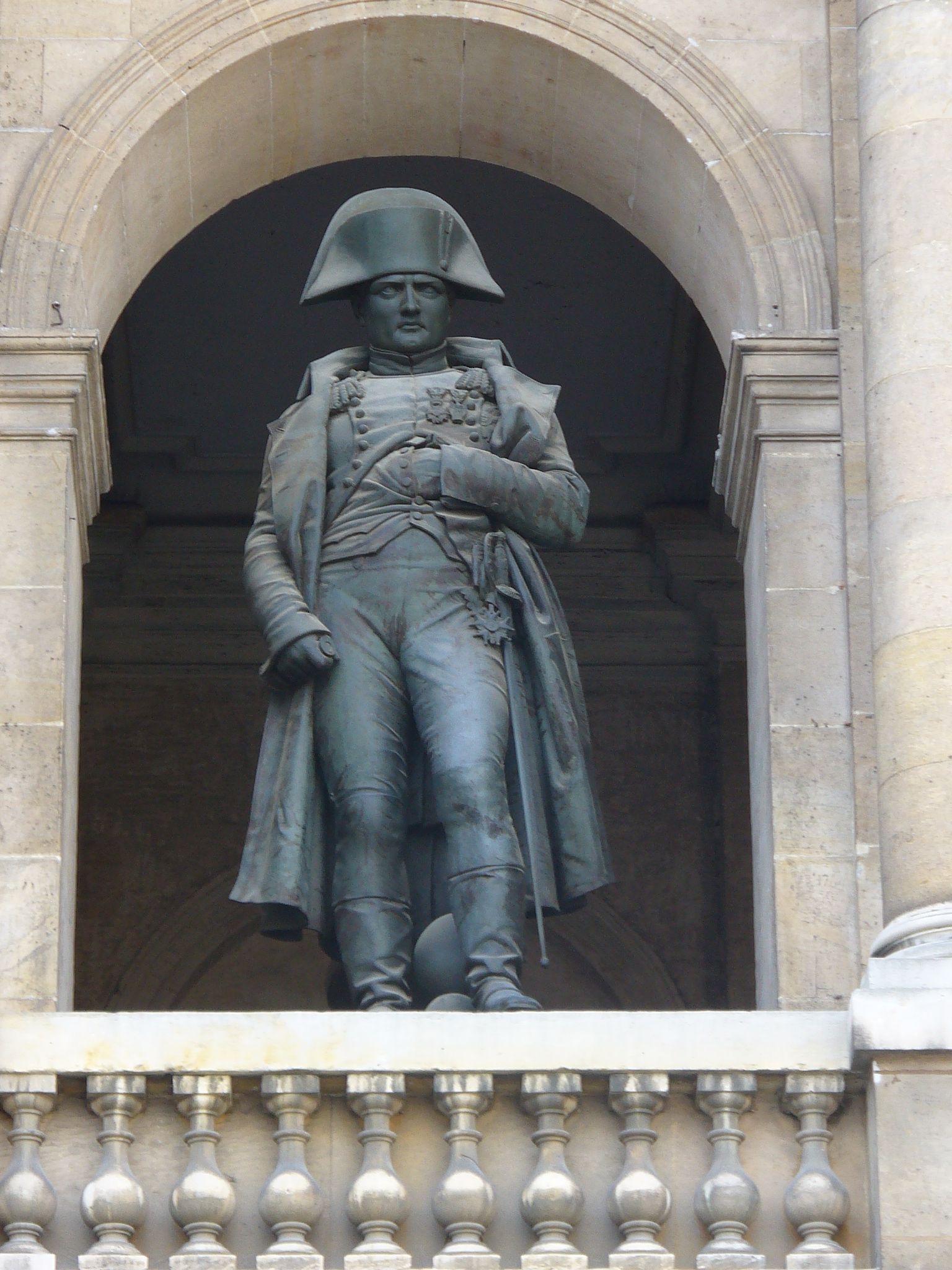
نابليون الأول en petit caporal de شارل إيميل سور, avec son قبعة ذات قرنين et sa فراك (معطف) grise ouverte sur son uniforme des chasseurs de la Garde, main gauche glissée dans le gilet et lunette télescopique dans la main droite, les boulets à ses pieds rappelant qu'il a été artilleur.

في عام 1814، سمي قصر معطوبي الحرب من جديد القصر الملكي معطوبي الحرب، ولكن في قلب العسكريين الموالين لبونابارت، بقي ذلك المكان رمزا لبطلهم الكبير. طالب كل من فكتور هوغو وألكسندر دوما برجوع رفات بونابارت. بعد سقوط شارل العاشر من الحكم وتولي لويس فيليب الأول الحكم بعده، كان لموالي بونابارت الحرية في التعبير عن موالاتهم له، وصار رجوع رفاته مسألة قابلة للطرح.
في الأول من ماي عام 1840، قبِل المك لويس فيليب الأول طلب أدولف تيير. يضم القصر حاليا أيضا قبور عدد من القادة العسكريين الآخرين من قبيل هنري دي لا تور دوفيرني وسيباستيان فوبان والمارشال فرديناند فوش.

## معرض صور

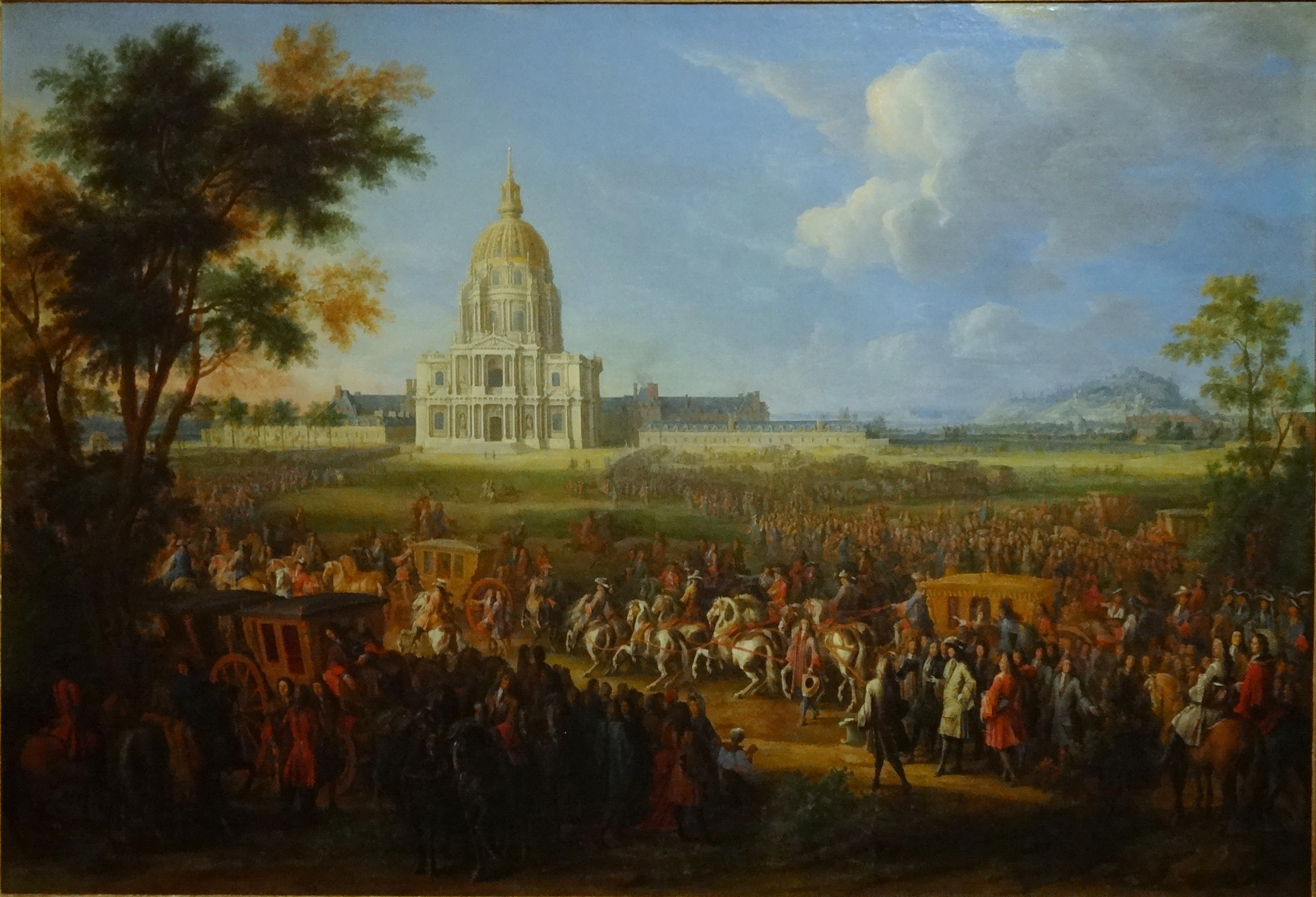
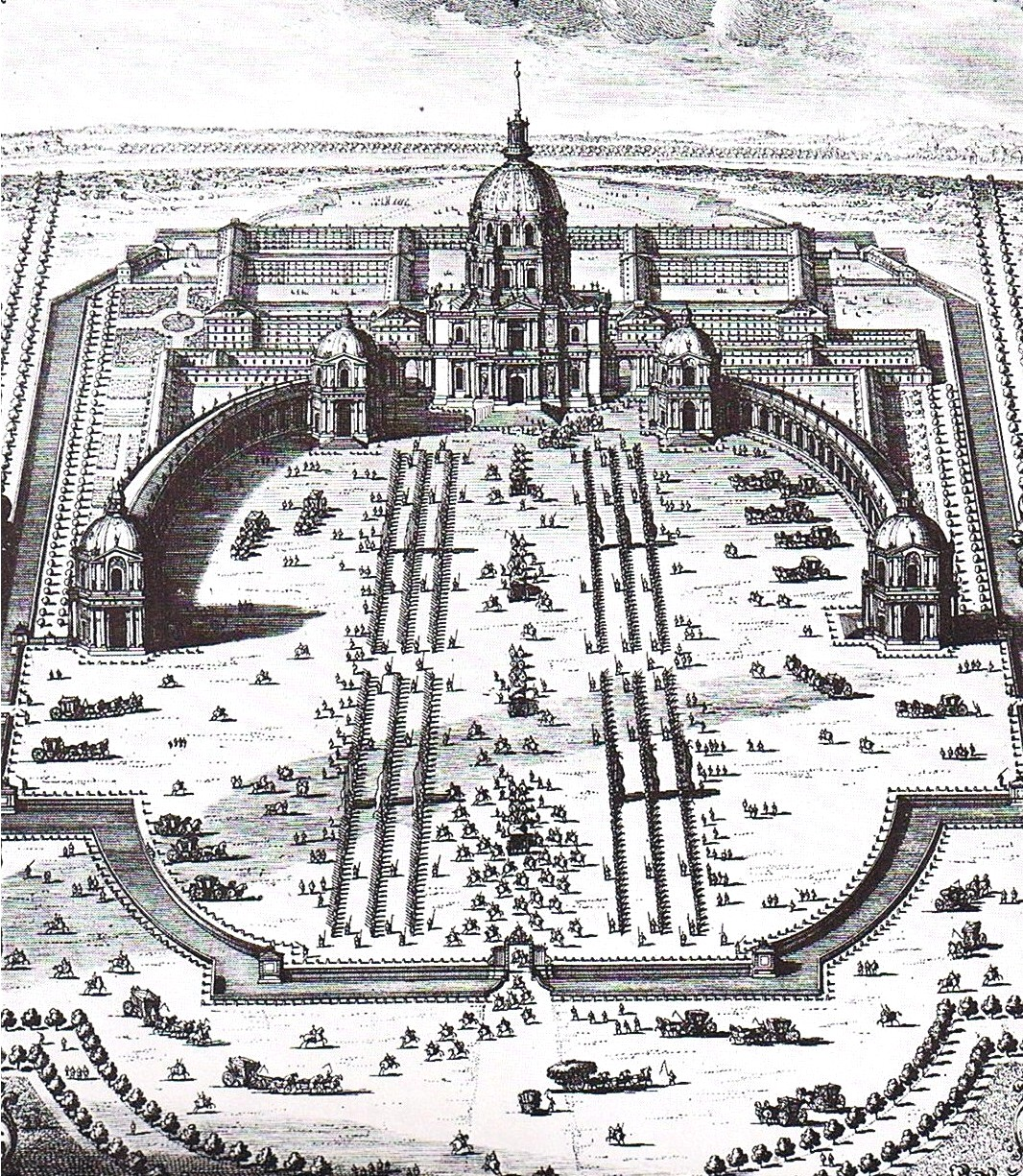
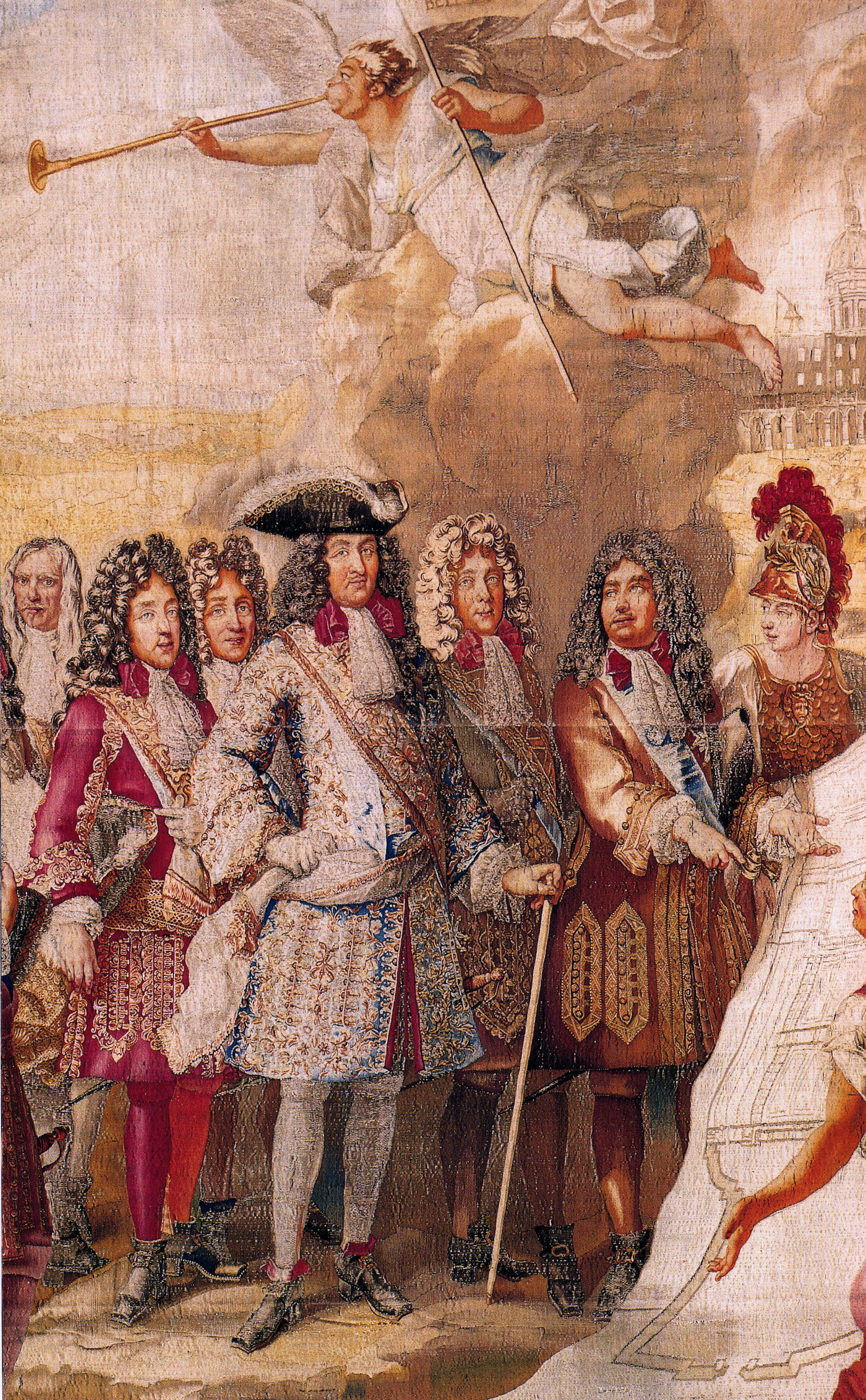